# Karl von Kettler
Karl Friedrich Freiherr von Kettler (* 17. Juli 1812 zu Haus Brüggen; † 18. September 1893 in Wiesbaden) war ein preußischer Generalleutnant.

## Leben

### Herkunft
Karl von Kettler war der Sohn von Christian Adolf Karl Friedrich Wilhelm von Kettler (1761–1828) und dessen Ehefrau Gerhardine Luise, geborene Baare (1780–1861). Sein Vater war Kapitän a. D., zuletzt im Infanterieregiment „von Schenck“ sowie Herr auf Brügge und Gerkendael. Der spätere preußische Generalmajor Wilhelm Adolf Heinrich von Kettler (1818–1874) war sein jüngerer Bruder.

### Militärkarriere
Kettler besuchte die Kadettenhäuser in Potsdam und Berlin. Anschließend wurde er am 14. August 1830 als Sekondeleutnant im 13. Infanterie-Regiment der Preußischen Armee in Münster angestellt. Nach verschiedenen Kommandierungen avancierte Kettler Mitte Dezember 1848 zum Hauptmann und Kompaniechef. Am 16. April 1857 folgte seine Versetzung als Major in das 17. Infanterie-Regiment, in dem er ab dem 1. Dezember 1858 das Füsilier-Bataillon befehligte. Im Jahr 1863 wurde er an die Spitze des 1. Posenschen Infanterie-Regimentes Nr. 18 in Frankfurt (Oder) beordert.
Im Jahr 1864 war Kettler während des Feldzuges gegen Dänemark am Sturm auf die Düppeler Schanzen beteiligt und erhielt im Anschluss den Orden Pour le Mérite.
In den folgenden Jahren war er am Krieg gegen Österreich 1866 in der I. Armee unter Prinz Friedrich Karl von Preußen beteiligt. Nach Friedensschluss wurde er am 30. Oktober 1866 Kommandeur der 8. Infanterie-Brigade in Bromberg und in dieser Stellung am 31. Dezember 1866 zum Generalmajor befördert. Kettler führte seine Brigade 1870/71 im Krieg gegen Frankreich in den Kämpfen bei Gravelotte und Champigny sowie den Belagerungen von Metz und Paris. Mit 4000 Mann Infanterie, 12 Geschützen und 260 Reitern wurde er gegen Garibaldi nach Dijon entsandt, wo er zwei vergebliche Versuche unternahm, die Stadt einzunehmen. Nach schweren Verlusten beschränkte Kettler sich auf die Beobachtung des Gegners, bis die Verstärkung unter General Hann von Weyhern eintraf. Nach deren Eintreffen räumte Garibaldi die Stadt. Ausgezeichnet mit beiden Klassen des Eisernen Kreuzes wurde Kettler krankheitsbedingt nach Kriegsende am 22. April 1871 mit dem Charakter als Generalleutnant zur Disposition gestellt.

### Familie
Kettler hatte sich am 5. Oktober 1864 in Münster mit Hedwig Maria Uken (1810–1864) verheiratet. Aus der Ehe gingen zwei Kinder hervor:
- Hermann Wilhelm Karl (1846–1928), preußischer Generalleutnant
- Auguste Cornelia (* 1849) ⚭ Max Steppuhn, preußischer Oberstleutnant